# Kicsi Hang verséneklő együttes
A Kicsi Hang verséneklő együttes 2000-ben alakult Galántán. Műsoraikban a magyar költészet klasszikusai – Ady Endre, József Attila, Szabó Lőrinc, Nagy László, Radnóti Miklós, Reményik Sándor, Weöres Sándor – mellett a a kortárs magyar líra képviselőinek – Lackfi János, Bettes István, Falcsik Mari, Tóth Krisztina, Barak László stb. – verseit szólaltatják meg. Az együttes tagjai – Lantos Borbély Katalin (ének, zongora, furulya, ritmushangszerek) és Menyhárt József (ének gitár, szájharmonika, ukulele) – több felvidéki zenésszel működött együtt az elmúlt huszonöt év során: több korábbi albumon Emmer Péter gitáros segítette munkájukat, majd számos hanghordozójukon Bertók István zongoraművész egészítette ki az együttest. Az elmúlt  esztendőkben az Apák zenekarral közösen koncertezett az együttes. A Kicsi Hang igényes verszenét játszik, amelyben a népi dallamok ízléssel keverednek a jazz elemeivel: eddig hét hanghordozót jelentettek meg: Egyszerű ez (2003), Ki viszi át? (2006, 2011), Dúdoló (2008), A malomnak nincsen köve/Hajónapló (dupla gyermekalbum, 2009) és Tízes (2010), Induljunk Betlehembe... (2012) és Hajónapló 2 (2013) címmel.
Az együttes 2012-ben Nyíregyházán a Kaleidoszkóp Fesztivál fődíjasa lett, 2013-ban Harmónia-díjat vehetett át.